# Хинтон (Ајова)
Хинтон (енгл. Hinton) град је у америчкој савезној држави Ајова. По попису становништва из 2010. у њему је живело 928 становника.

## Демографија
Према попису становништва из 2010. у граду је живело 928 становника, што је 120 (14,9%) становника више него 2000. године.
| Група             | 2000.       | 2010.       |
| Белци             | 789 (97,6%) | 912 (98,3%) |
| Афроамериканци    | 4 (0,5%)    | 3 (0,3%)    |
| Азијати           | 3 (0,4%)    | 2 (0,2%)    |
| Хиспаноамериканци | 5 (0,6%)    | 6 (0,6%)    |
| Укупно            | 808         | 928         |